# Apeadero de Tanha
El Apeadero de Tanha es una plataforma desactivada de la Línea del Corgo, que servía a la zona de la orilla del Río Tanha, en elaAyuntamiento de Peso da Régua, en Portugal.

## Historia
Este apeadero se encuentra en el tramo entre Régua y Vila Real de la Línea del Corgo, que fue inaugurado el 12 de mayo de 1906.
En 1933, la Compañía Nacional de Ferrocarriles realizó obras de reconstrucción en el camino de acceso a esta plataforma, que poseía, en ese momento, la categoría de estación.
Este tramo fue cerrado para obras el 25 de marzo de 2009, siendo totalmente desactivado por la Red Ferroviaria Nacional en julio de 2010.